# Charles Lever
Pour les articles homonymes, voir Lever.
Charles Lever est un romancier irlandais, né à Dublin le 31 août 1806 et mort le 1er juin 1872. Il était médecin et se distingua par son courage lors du choléra de 1832. Il fut nommé médecin de la légation britannique de Bruxelles, et termina sa vie dans les consulats.

## Œuvres
On doit à Charles Lever plusieurs nouvelles ou romans pleins de verve, de malice et d’originalité, qui ont rendu son nom populaire en Angleterre : les Confessions de Harry Lorrequer, Charles O’Malley, Jack Hinton, etc.

## Source
Cet article comprend des extraits du Dictionnaire Bouillet. Il est possible de supprimer cette indication, si le texte reflète le savoir actuel sur ce thème, si les sources sont citées, s'il satisfait aux exigences linguistiques actuelles et s'il ne contient pas de propos qui vont à l'encontre des règles de neutralité de Wikipédia.